# Хендерсън (окръг, Северна Каролина)
Окръг Хендерсън (на английски: Henderson County) е окръг в щата Северна Каролина, Съединени американски щати. Площта му е 971 km², а населението – 114 209 души (2016). Административен център е град Хендерсън.